# Detroit Lions
Los Detroit Lions (en español, Leones de Detroit) son un equipo profesional de fútbol americano de los Estados Unidos con sede en Detroit, Míchigan. Compiten en la División Norte de la Conferencia Nacional (NFC) de la National Football League (NFL) y disputan sus encuentros como locales en el Ford Field.
El equipo fue fundado en 1930 en Portsmouth (Ohio) con el nombre de Portsmouth Spartans y se trasladó a Detroit en 1934, donde adoptó el nombre de Lions en referencia a los Detroit Tigers de las Grandes Ligas de Béisbol.

## Historia
Los Detroit Lions originalmente estaban situados en Portsmouth, Ohio. Por aquel entonces, se llamaban Portsmouth Spartans (en español: Espartanos de Portsmouth). El equipo empezó a jugar en 1929 como un equipo profesional independiente, uno de los muchos equipos que surgió en el valle de Ohio y el valle del río Scioto. Para la temporada de 1930 los Spartans se unieron formalmente a la NFL, así como otros equipos independientes debido a las dificultades económicas acarreadas por la gran depresión.
A pesar de sus éxitos en la naciente NFL, no pudieron desarrollarse económicamente en Portsmouth, en ese momento la ciudad más pequeña en albergar un equipo de la NFL. Por consiguiente, el equipo fue comprado y trasladado a Detroit en la temporada de 1934. En su primera temporada en la liga jugaron el tradicional partido de Acción de Gracias, partido que han disputado ininterrumpidamente desde el año 1945, siempre como local.
Inmediatamente, los Lions consiguieron éxito en la liga, ganando su primer campeonato en el año 1935, bajo la dirección del QB Dutch Clark. Posteriormente, en la década de los 50, ganaron tres campeonatos más. El último de ellos, en 1957, los convierte en la segunda franquicia de la NFL que más tiempo ha pasado sin ganar un título, después de los Arizona Cardinals, que ganaron su último campeonato en 1947, cuando se llamaban los Chicago Cardinals. Los Lions son uno de los 4 equipos que actualmente juegan en la NFL y que nunca han jugado la Super Bowl, que empezó a disputarse en la temporada 1966.

### 1950: Los títulos
Los Lions dominaron la NFL en los años 50 con cuatro títulos divisionales y tres campeonatos de liga. Bajo la dirección del entrenador Buddy Parker, el equipo se coronó consecutivamente como campeón en 1952 y 1953, venciendo al poderoso equipo de los Cleveland Browns en ambas ocasiones. La final por el campeonato en 1957, resultó en una de victoria aplastante frente a los ya tradicionales finalistas, Cleveland Browns, que se vieron humillados por 59 a 14.
Los jugadores clave de esta época para los Lions han sido el quarterback Bobby Layne, el safety Jack Christiansen, el halfback, kicker y punter Doak Walker y el ofensive tackle Lou Creekmur.

### 1970
Con la fusión NFL-AFL en 1970, los Leones se colocaron en la nueva división central de NFC con Minnesota Vikings, Green Bay Packers y Chicago Bears. Terminando con un récord 10-4, fueron el primer equipo en clasificarse para la recién creada posición de playoffs de comodín de la NFL. Sin embargo, perdieron ante los Dallas Cowboys 5-0 después de un partido largo, moliendo la lucha defensiva y desde entonces no verían la postemporada una vez más para el resto de la década.

### 1980
En 1980, los Leones draftearon al corredor Billy Sims con la primera selección global del Draft de la NFL. Él llevó al equipo de vuelta a un récord ganador por primera vez en una década, pero el récord de 9-7 no fue suficiente para entrar en los playoffs. A pesar de buenas actuaciones de Sims, los Lions solo pudieron clasificarse para las rondas por el título en las temporadas 1982 y 1983, perdiendo en ambas en primera ronda. Billy Sims fue un corredor muy dominante en su época, consiguiendo ser Rookie Ofensivo del año y ser elegido para jugar la Pro Bowl en sus primeros tres años como profesional. Pero, desgraciadamente, en 1984, una catastrófica lesión de rodilla producida en un partido contra los Minnesota Vikings terminó con su carrera profesional.

### 1989-1998: La era de Barry Sanders
En el draft de 1989, los Lions seleccionaron al corredor de Oklahoma State y posterior Hall of Fame Barry Sanders. Barry Sanders se convertiría con los años en uno de los mejores running backs de la historia, consiguiendo numerosos títulos individuales y reconocimientos por parte de la liga. 
En los playoffs de la temporada de 1991, los Lions desmembraron a los Cowboys 38-6 convirtiéndose en la única victoria de postemporada del equipo desde 1957. Sin embargo, fueron completamente dominados por los Redskins por 41-10 en el Campeonato de la NFC. Los Lions también llegaron a los playoffs en 1993, 1994, 1995, 1997 y 1999 (aunque sin conseguir avanzar de ronda), por lo que la década de 1990 fue una de las décadas más exitosas en la historia del equipo.

### 1999-2008: Mediocridad y año sin victorias
Los Lions completaron todo el año 2001 (su última temporada en el Silverdome), 2002 (su primera temporada en el Ford Field), y 2003 sin conseguir una victoria como visitantes, convirtiéndose así en el único equipo en la historia de la NFL en no ganar como visitantes durante tres años consecutivos. Pero la sequía llegó a su clímax en la temporada 2008, cuando los leones acabaron el año con cero victorias en su casillero (0-16), convirtiéndose en el primer equipo en la historia de la NFL en perder 16 partidos en una temporada, y ganar así el derecho a la primera selección global del Draft de la NFL 2009. La ironía de la temporada 0-16 es que los leones terminaron con un perfecto 4-0 en la pretemporada de ese mismo año. Durante toda la década no consiguieron clasificarse para playoffs ni una sola vez.

### 2009-2020: La era de Matthew Stafford
Tras su pésima temporada (2008) los Lions obtuvieron la primera selección global del Draft en 2009, con la cual seleccionaron al quarterback de la Universidad de Georgia Matthew Stafford
En la temporada 2011 los Lions terminaron con racha de 10-6 clasificándose a Playoffs después de 12 años sin conseguirlo y consiguiendo el récord de franquicia de más puntos anotados (476). Sin embargo los Lions fueron superados en la etapa de invitación por los New Orleans Saints. En la siguiente temporada, los Lions no pudieron repetir lo que habían hecho en el 2011, terminando con un pobre récord de 4-12. 
Durante la temporada 2013, los Lions recuperaron las esperanzas de clasificarse para la postemporada, pero cuatro derrotas consecutivas al final del año, terminaron por dejarlos fuera de la batalla. Esto conllevó en la destitución del que había sido su entrenador durante los últimos cinco años, Jim Schwartz. Para la temporada 2014 contrataron al nativo de Míchigan y exentrenador jefe de Indianapolis Colts, Jim Caldwell, que se convirtió en el primer afrodescendiente en entrenar al equipo.
La temporada 2014 fue bastante satisfactoria. Los Lions acabaron con un récord de 11-5, mejorando ampliamente en defensa hasta el punto de convertirse en la segunda mejor defensa de la liga. Las once victorias les bastaron para meterse en playoffs, donde cayeron frente a los Dallas Cowboys.

### 2021-presente: Dan Campbell cambia la dinámica
En enero de 2021, los Lions anunciaron la contratación de Dan Campbell como nuevo entrenador jefe. El 18 de marzo Matthew Stafford fue traspasado a Los Angeles Rams a cambio de Jared Goff, dos picks de primera ronda y un pick de tercera ronda.
Los Detroit Lions comenzaron 2021 con un registro de 0-10-1. Ganaron su primer partido de la temporada en la semana 13 contra los Minnesota Vikings. El equipo finalizó el año con un balance de 3-13-1, ocupando el último puesto de su división por cuarta ocasión consecutiva. 2022 también comenzó mal, con un 1-6 de registro. Sin embargo, los Lions ganaron ocho de los diez partidos siguientes y terminaron con récord positivo por primera vez desde 2017, aunque no fue suficiente para meterse en Playoffs.
El salto definitivo se produjo en 2023. Ese año el equipo logró su primer título de división desde 1993, cuando todavía jugaban en la NFC Central. En Playoffs lograron derrotar a los Rams en la ronda de wild cards, la primera victoria de los Lions en postemporada desde 1991. En la ronda divisional eliminaron a los Tampa Bay Buccaneers, pero cayeron eliminados en el NFC Championship Game ante los San Francisco 49ers. Al año siguiente los Lions firmaron la mejor campaña regular de su historia con un registro de 15-2, obteniendo el primer puesto de su conferencia por primera vez en los más de noventa años de existencia de la franquicia. Sin embargo, fueron derrotados por los Washington Commanders por 31-45 en la ronda divisional.

### Ford Field

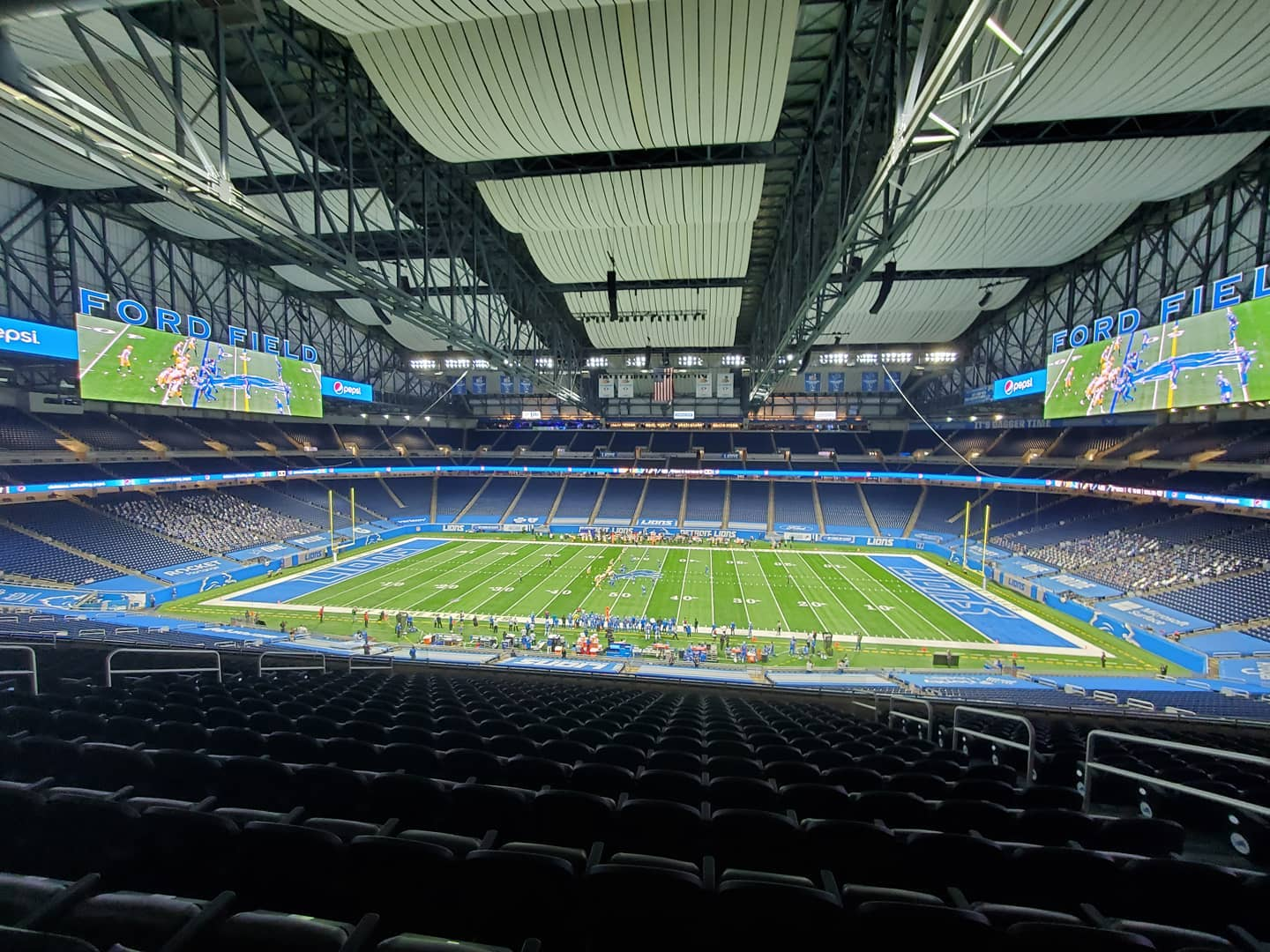
El Ford Field, casa de los Lions desde 2002.

## Estadio

### Antiguos terrenos de juego
- Tiger Stadium
- Pontiac Silverdome

## Logo y Uniforme
Aparte de un uniforme color granate que fue instituido para ser usado en 1948 por el director técnico Bo McMillin  ( influenciado por sus años como el Entrenador de Indiana), los Lions han mantenido el mismo uniforme (con leves variaciones) con el que debutaron en 1930. El diseño consiste en un casco plateado, pantalones plateados y camiseta azul, como local, y blanca, como visitante.

Han tenido pocos cambios en el diseño del uniforme a través de los años, como el cambio de las rayas en el pantalón o las mangas de la camiseta, y cambiando el color de los números. En 1998, el equipo vistió pantalones azules con camiseta blanca y medias grises pero esta combinación se dejó de usar al final de la temporada. En 1999, los números de las mangas fueron movidos a los hombros.

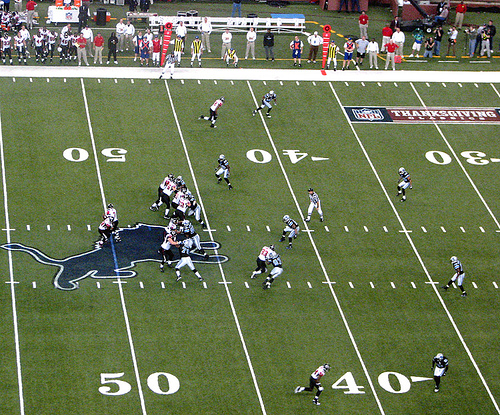
Leones contra Atlanta Falcons en el Dia de Acción de Gracias

El tono azul en los uniformes de los Detroit Lions es conocido como Azul Honolulu, que se supone que está inspirado en el color de las olas de la costa de Hawái. El tono fue escogido por Cy Houston, el primer vicepresidente y gerente general. Acerca de su elección, dijo: 

Me han mostrado tantos azules que ya tengo la cara azul , pero ninguno como este azul, éste puede combinar con el plateado.
Cy Huston, Primer vicepresidente Detroit Lions

En 1994, cada equipo de la NFL vestía camisetas de diseños usados en temporadas pasadas (tipo retro), y la que usaron los Lions era similar a la usadas durante el la temporada de 1935, cuando lograron el campeonato.
Los Detroit Lions también vistieron camisetas al estilo de 1950 durante los tradicionales partidos de Acción de Gracias desde 2001 a 2004, animados por la NFL para vestir camisetas tipo retro en dichos encuentros.
En el año 2003, el equipo añadió una raya negra a su logo y camiseta. Las barras protectoras en el casco cambiaron de azul a negro. Además, en sus partidos de local intercambiaban la camisa azul Honolulú con una de color predominantemente negro, que fue lanzada en el 2005.
Para el 2008, el equipo abandonó la camiseta negra alternativa y trajo un uniforme tipo retro para la conmemoración de los 75 años como franquicia. La camisa retro se convirtió en la camiseta alternativa. Los Lions lanzaron su logo oficial en el 2009: el león en el casco tiene una melena que fluye y se muestran sus colmillos, modernizando también la tipografía.

## Jugadores destacados

### Salón de la Fama

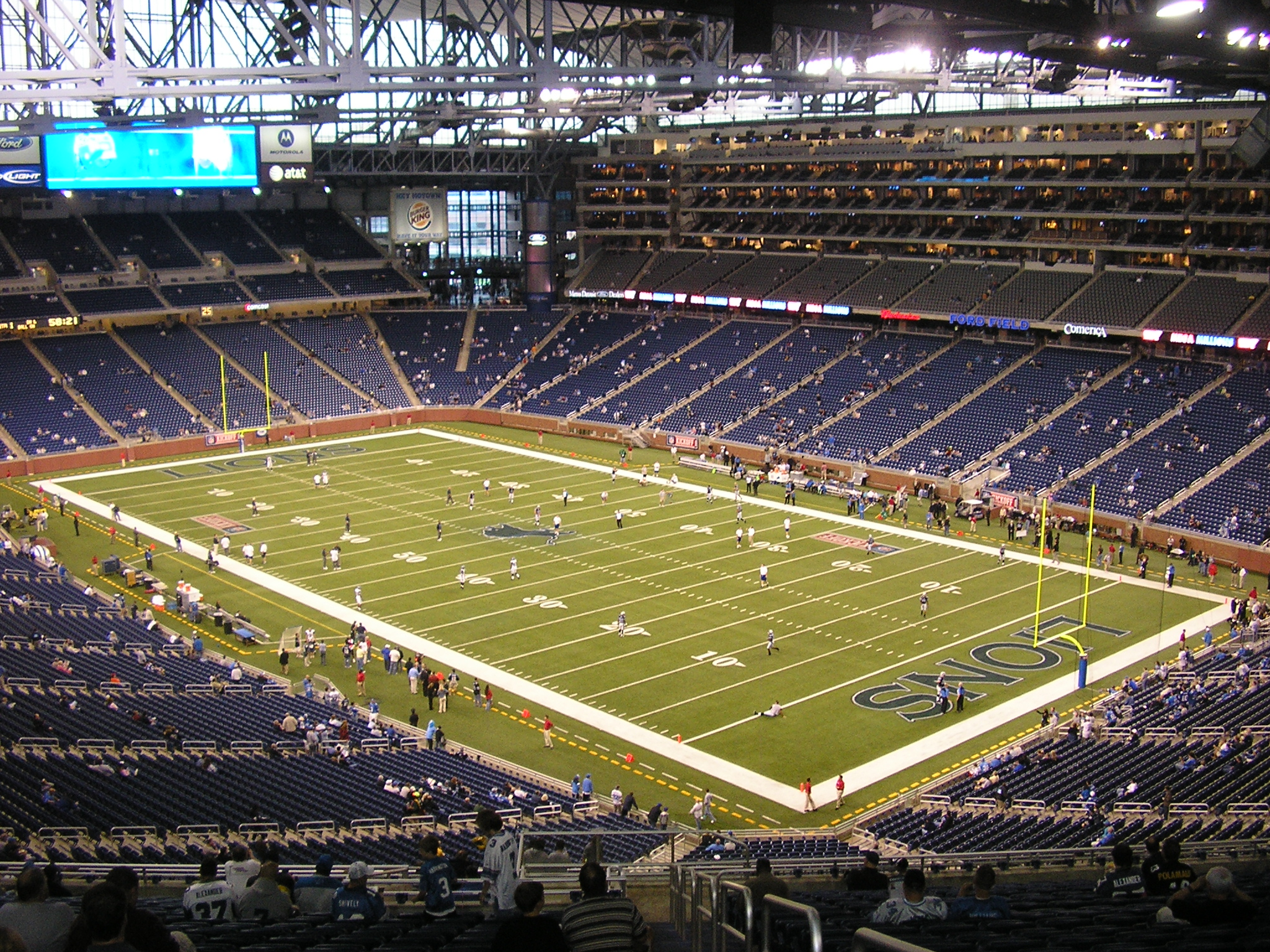
Campo de Juego de los Lions

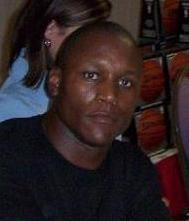
Barry Sanders

| Número | Nombre                  | Posición | Año  |
| ------ | ----------------------- | -------- | ---- |
| 20     | Lem Barney              | DB       | 1992 |
| 76     | Leu Creekmur            | T/G      | 1996 |
| 14     | Jack Christiansen       | DB       | 1970 |
| 7      | Dutch Clack             | QB       | 1963 |
| 35     | Bill Dudley             | HB       | 1966 |
| 72     | Frank Gatski            | C        | 1985 |
| 81     | Dick “Night Train” Lane | DB       | 1974 |
| 28     | Yale Lary               | DB/P     | 1979 |
| 22     | Bobby Layne             | QB       | 1967 |
| 44     | Dick LeBeau             | DB       | 2010 |
| 20     | Barry Sanders           | RB       | 2004 |
| 88     | Charlie Sanders         | TE       | 2007 |
| 56     | Joe Schmidt             | KB       | 1973 |
| 37     | Doak Walker             | HB       | 1986 |
| 50     | Alex Wojciechowicz      | C/LB     | 1968 |

### Números retirados
| Números retirados por los Detroit Lions |               |          |                      |                         |
| N.º                                     | Jugador       | Puesto   | Periodo              | Fecha                   |
| 7                                       | Dutch Clark   | B        | 1931-1932, 1934-1938 | 15 de octubre de 1939   |
| 20                                      | Lem Barney    | CB       | 1967-1977            | 25 de noviembre de 2004 |
| 20                                      | Billy Sims    | RB       | 1980-1984            | 25 de noviembre de 2004 |
| 20                                      | Barry Sanders | RB       | 1989-1998            | 25 de noviembre de 2004 |
| 22                                      | Bobby Layne   | QB, K    | 1950-1958            |                         |
| 37                                      | Doak Walker   | HB, K, P | 1950-1955            | 11 de diciembre de 1955 |
| 56                                      | Joe Schmidt   | LB       | 1953-1965            |                         |
| 85                                      | Chuck Hughes  | WR       | 1970-1971            |                         |

## Rivalidades
Las rivalidades clásicas de los Lions son Chicago Bears, Green Bay Packers y Minnesota Vikings, equipos con los que comparte división, la NFC Norte.

## Trivialidades
- En este equipo jugó el primer jugador nacido en México registrado en la historia de la NFL, Al Richins.

- Los Lions tienen la segunda racha perdedora más larga en temporada regular en la historia de la NFL: 19 partidos, desde la última semana de la temporada del 2007 hasta el 27 de septiembre de 2009, cuando los Lions derrotaron a los Washington Redskins 19-14. La peor racha pertenece a los Tampa Bay Buccaneers con 26 partidos perdidos entre 1976 y 1977.

- En 2008, los Lions se convirtieron en el único equipo de la historia en perder los 16 partidos de la temporada regular, a pesar de haber ganado todos los partidos de pretemporada ese mismo año, siendo los únicos en hacerlo.[3] Son el segundo equipo en lograr una perfecta temporada imperfecta, desde que la AFL y la NFL se unieron en 1970.

- En marzo de 2009, el Defensive end Corey Dominique Smith falleció en un accidente de bote junto con otros jugadores de la NFL, su número fue retirado de manera temporal.[4]

- En un Capítulo de Los Simpsons, Ned Flanders aparece con la camiseta de los Detroit Lions, con su rostro como el de un diablo y una leyenda abajo que decía, Yo soy fan de los Detroit Lions.

- Durante la temporada del 2008, muchos de sus jugadores iban al estadio con bolsas en su cabeza en señal de vergüenza.[5]

- En la nueva versión de Karate Kid, el personaje principal Dre Parker, interpretado por Jaden Smith, vestía la camiseta de los Detroit Lions.[6]
- Los aficionados de los Detroit Lions realizaron una campaña para despedir al Gerente general Matt Millen, Esta campaña empezó el 16 de diciembre del 2005 con pancartas en diferentes partidos de muchas disciplinas deportivas incluyendo el baloncesto universitario. La campaña llevó a los aficionados de Detroit a realizas piquetes a las afueras del estadio, quejándose de la racha de malos resultados, atribuidos a su gestión. La campaña culminó con el despido de Millen el 24 de septiembre del 2008.[7]

## Radio y Televisión

### Radio
Las estaciones oficiales de los Detroit Lions son
- WXYT-FM 91.7FM.
- WXYT-AM 1270 AM.

Dan Miller es el narrador del partido, mientras que Jim Brandstattes es el comentarist y Tony Ortiz esta en el campo dando los desde la banda.

### TV

#### Pretemporada
Desde 2008, WWJ-TV es la estación oficial de televisión para los partidos de pretemporada de los Detroit Lions. Matt Shepard es el narrador, mientras Rob Rubick es el comentarista. Steve Courtney y el miembro del Salón de la Fama Charlie Sanders realizan el programa previo al juego y los reportajes del descanso.

#### Temporada regular
Los partidos de temporada regular son televisados por el canal Fox, excepto cuando los Lions juegan contra un equipo de la AFC en Detroit. En este caso el encuentro es televisado por CBS. El partido del Día de Acción de Gracias de Detroit es siempre televisado por las señales nacionales de FOX o CBS, dependiendo de cual sea el equipo visitante.
Los Detroit Lions son el único equipo de la NFC que nunca ha jugado un partido televisado por la cadena NBC desde el año 2006, hasta 2017 cuando enfrentaron en la semana 17 a los Green bay packers en el Sunday night football.
El Show de televisión de la temporada regular de los Detroit Lions se llama The Ford Lions Report.